# 朴正愛
朴正愛（朝鮮語：박정애，1907年—1987年），朝鮮半島獨立運動家、朝鮮政治家、游擊隊派人。她是朝鮮少有的女性高級官員。1950年列寧和平獎獲奬者。

## 經歷
朴正愛出生於朝鮮半島咸鏡北道慶源郡一個農民家庭。1925年，她開始從事抗日活動，並因而在1944年被日本政府逮捕。翌年，她因日本於二戰投降而獲釋。
隨後，她加入朝鲜政府和朝鮮勞動黨，並成為朝鮮民主女性同盟委員長。1956年，她因在八月宗派事件支持金日成而平步青雲。同年先被委任為黨中央委員。1961年，她晉升為任農業部長，翌年又成為最高人民會議常任委員會副委員長。1966年10月朝鲜劳动党二大，她更被選為中央政治局委員。
1968年夏，朴正愛失勢，直到1986年才再次出現在公開場合。